# Micrometeorito

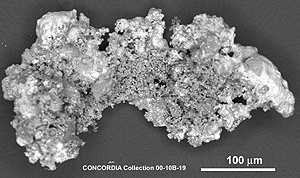
Micrometeorito coletado na neve da Antártida.

Um micrometeorito ou micrometeoro é um minúsculo meteoro, uma pequena partícula de rocha no espaço, usualmente pesando menos de um grama de modo que a partícula penetra a atmosfera terrestre e cai sobre a Terra. O fluxo anual total de micrometeoritos representa 5.200 toneladas por ano. Esta é a principal fonte de matéria extraterrestre em nosso planeta. O fluxo de objetos maiores, como meteoritos, é inferior a 10 toneladas por ano.

## Interesse científico
Micrometeoritos são muito pequenos, tipicamente metálicos, peças de rochas quebradas de pedaços maiores de rochas e fragmentos, algumas vezes datanto de antes do nascimento do sistema solar. Micrometeoritos são extremamente comuns no espaço e os maiores contribuintes do processo de erosão espacial. Quando impactam a superfície da Lua, ou qualquer corpo celeste sem atmosfera (Mercúrio, asteróides, etc), a fusão e vaporização resultantes causam o escurecimento e outras mudanças óticas nos regolitos. De modo a entender a população de micrometeoritos melhor, algumas naves espaciais como a Marsnik 1 e a Pioneer 5) carregavam detectores.
Em 1957 Hans Pettersson conduziu uma das primeiras medições diretada da queda da poeira espacial na Terra, estimando em 14.300.000 toneladas por ano. Se isto fosse verdade, então a Lua estaria coberta de uma grande quantidade deste material pois há formas limitadas de erosão para remoção deste material. Em 1961 Arthur C. Clarke popularizou esta possibilidade através da novela A Fall of Moondust. Isto foi a causa de algumas preocupações de grupos que tentavam pousar na lua, então uma série de novos estudos foram feitos para entender melhor este assunto. Isto incluiu o lançamento de várias espaçonaves desenhadas para medir diretamente o fluxo de micrometeoritos (programa de Satélite Pégasus ou diretamente da superfície lunar através do Programa Surveyor. Estes mostraram que o fluxo era muito menor que as estimativas anteriores, por volta de 10.000 a 20.000 toneladas por ano, e que a superfície a lua é relativamente rochosa.
Micrometeoros tem uma órbita menos estável que meteoros, devido a sua grande área de superfície para a razão mássica. Os que caem sobre a Terra podem prover informações em escala milimétrica de eventos de aquecimento na nebulosa solar, entretanto só podem ser coletados em área onde não há sedimentação, tipicamente nas regiões polares. O gelo é coletado e então derretido e filtrado e então os micrometeoritos podem ser extraídos por microscopia.
Micrometeoros suficientemente pequenos evitam aquecimento significante na entrada da atmosfera terrestre.  A coleta de tais particulas em voos de alta altitude começaram na década de 1970, e desde este tempo as amostras de poeira interplanetária coletadas na estratosfera (também chamadas de Brownlee particles antes de sua origem extraterrestre ter sido confirmada) tem se tornado um importante compomente de material extraterreste disponível para estudo em laboratórios.

## Efeitos em operações de espaçonaves
Micrometeoros podem se tornar uma significante ameaça a exploração espacial, pois sua velocidade relativa para uma espaçonave em órbita pode ser de kilômetros por segundo, e a resistência ao impacto do micrometeoro é um desafio significante para espaçonaves e projetistas de trajes espaciais.